# Herneit
Herneit – królowa starożytnego Egiptu, żona Dżera z I dynastii, matka Dżeta) – czwartego władcy Egiptu.
Według Manethona została pochowana w Sakkarze. Odkryty w roku 1965 w nekropoli w Sakkarze grobowiec oznaczony numerem 3507 zawierał najprawdopodobniej jej szczątki.